# اگزابایت
اگزابایت (به انگلیسی: Exabyte) یک واحد از اطلاعات که برابر ۱۰۲۴ پتابایت است. کوتاه شده آن (EB) می‌باشد.
این واژه تشکیل شده از پیشوند اگزا و کلمه بایت.
پیشوند اگزا به معنای ۱۰ به توان ۱۸ بایت می‌باشد، اما در محاسبات که بایت بر حسب توانی از دو محاسبه می‌شود، یک اگزابایت معادل ۲ به توان ۶۰ بایت است.